# Syncopation (film, 1929)
Pour l’article homonyme, voir Syncopation.
Syncopation est un film américain réalisé par Bert Glennon, sorti en 1929.

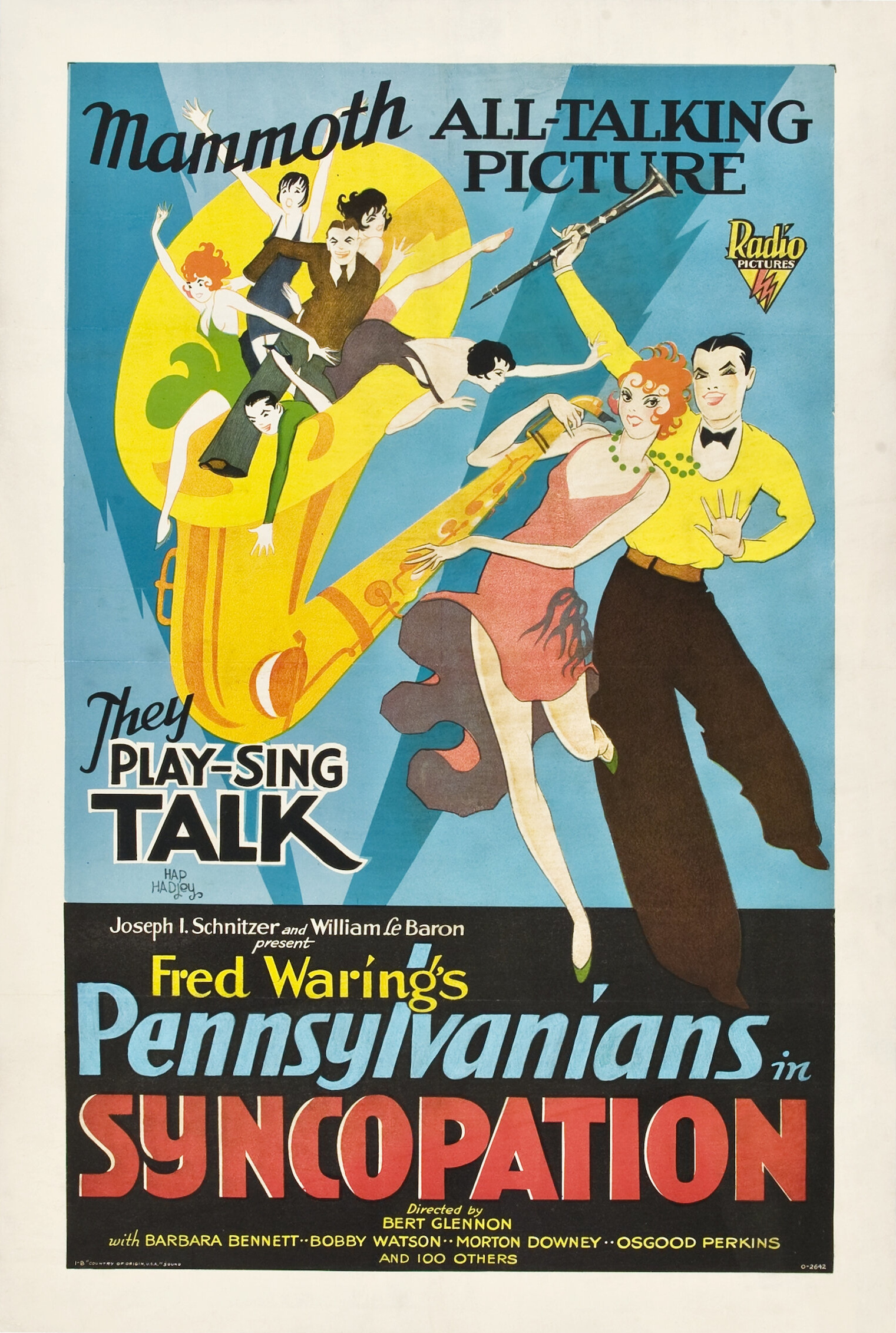
Affiche du film.

C'est le second film produit par RKO Radio Pictures, et le premier à être sorti sur les écrans. Il a été produit aux studios de la compagnie à New York, et il est adapté du roman Stepping High de Gene Markey (en). C'est le premier film utilisant le procédé RCA Photophone.

## Synopsis
Benny et Flo forment un couple de danseurs qui parcourent le pays en se produisant dans une revue. Leur spectacle est choisi  pour une représentation à Broadway. Cependant, ils font faillite et ils sont contraints de chercher un autre emploi. Ils finissent par trouver un travail dans une boîte de nuit et deviennent célèbres.
Lors d'un spectacle dans cette boîte, Flo tombe sous le charme de Winston, un jeune playboy millionnaire. Séduite, Flo quitte Benny et trouve un autre partenaire de danse, avec qui elle s'associe dans une autre revue, financée cette fois par Winston. Cependant, son nouveau numéro est un échec, et lorsque Winston lui propose de l'emmener en Europe, mais refuse de l'épouser, elle réalise son erreur. Elle se repent et retourne auprès de Benny, avec qui elle reprend leur spectacle.

## Fiche technique
- Réalisation : Bert Glennon
- Scénario : Frances Agnew, adaptation du roman Stepping High de Gene Markey (en)
- Producteur : Robert Kane (en)
- Photographie : Dal Clawson, George Webber
- Montage : Edward Pfitzenmeier
- Musique : Richard Myers, Bud Green, Herman Ruby, Clifford Grey, Sammy Stept, Leo Robin
- Distributeur : RKO Radio Pictures
- Durée : 83 minutes
- Date de sortie : 24 mars 1929

## Distribution
- Barbara Bennett : Fleurette ("Flo")
- Bobby Watson : Benny
- Ian Hunter : Winston
- Morton Downey : Lew
- Osgood Perkins : Hummel
- Mackenzie Ward : Henry
- Verree Teasdale : Rita
- Dorothy Lee : Peggy[2]
- Fred Waring and the Pennsylvanians

## Chansons du film
- Jericho – Leo Robin, Richard Myers[3]
- Mine Alone – Herman Ruby, Richard Myers[3]
- Do Something – Bud Green, Sammy Stept[3]
- I'll Always Be in Love with You – Herman Ruby, Bud Green & Sammy Stept[3]

## Procédé sonore
Syncopation  est le premier long-métrage utilisant le procédé Photophone.

## Réception
Quand le film est sorti au New York Hippodrome, il a été diffusé pendant deux semaines au cours desquelles il a battu les records d'entrées de ce cinéma pour un film.